# Austrobuxus clusiaceus
Austrobuxus clusiaceus là một loài thực vật có hoa trong họ Picrodendraceae. Loài này được (Baill.) Airy Shaw mô tả khoa học đầu tiên năm 1971.